# Linum asperifolium
Linum asperifolium är en linväxtart som beskrevs av Pierre Edmond Boissier och Reuter. Linum asperifolium ingår i släktet linsläktet, och familjen linväxter. Inga underarter finns listade i Catalogue of Life.